# 다케시타 도모야
다케시타 도모야(일본어: 武下 智哉, 2002년 5월 7일~)는 일본의 축구 선수이다.

## 구단 경력
그는 2019년 J3리그의 가마타마레 사누키에 입단했다. 2023년까지 17경기에 출전. 2024년 FC 가리야로 이적했다.